# W.B. Yeats (Schiff)
Die W.B. Yeats ist eine Passagier- und Autofähre der Fährgesellschaft Irish Ferries.

## Geschichte
Die Fähre wurde unter der Baunummer 771 von der Flensburger Schiffbau-Gesellschaft (FSG) gebaut. Der Auftrag wurde der Werft im Mai 2016 von der Irish Continental Group (ICG), die die Fährlinien der Irish Ferries betreibt, erteilt. Der Bau begann am 7. April 2017. Das Schiff wurde am 11. September 2017 auf Kiel gelegt. Die größte bislang in Flensburg gebaute Passagier- und Autofähre wurde am 19. Januar 2018 getauft und mit einem traditionellen Stapellauf zu Wasser gelassen. Taufpatin war Ricki Rothwell, die Tochter des CEO der Irish Continental Group. Danach wurden die von einer polnischen Werft im Unterauftrag gebauten Deckshaus-Sektionen von den Schwimmkranen Matador III und Taklift 4 auf den Rumpf gesetzt.
Die Jungfernfahrt der 144 Mio. € teuren Fähre war zunächst für Juni, später für den 12. Juli 2018 ab Dublin geplant. Die Ablieferung wurde mehrfach verschoben.
Bei der Erprobung der Antriebsanlage am 17. Oktober 2018 überhitzte einer der Dieselmotoren und wurde schwer beschädigt, nachdem ein Auslassventil im Kühlwasserkreislauf des Motors geschlossen worden war. Es besteht der Verdacht, dass das Ventil vorsätzlich geschlossen wurde. Die Bauwerft stellte daraufhin einen Strafantrag bei der Staatsanwaltschaft Flensburg. Am 29. Oktober 2018 lief das Schiff zur Probefahrt in Richtung Bornholm aus und kehrte am 7. November 2018 nach Flensburg zurück.
Am 12. Dezember 2018 wurde das Schiff abgeliefert. Sie wurde am 22. Januar 2019 auf der Route Dublin – Holyhead in Dienst gestellt. Seit März 2019 wird sie zwischen Dublin und Cherbourg eingesetzt. Das Schiff wurde von der Konferenz „Ferry Shipping Summit“ als ‚Ferry of the Year 2019‘ ausgezeichnet.

## Beschreibung
Der 194 Meter lange und 31 Meter breite Neubau ist mit 51.388 BRZ vermessen und hat bei 2800 Lademetern Platz für 165 Lkw oder Trailer. Für Pkw gibt es ein zusätzliches Autodeck mit einer Kapazität von 300 Pkw. Auf den zusammen 3.500 Lademetern finden 1216 PKW Platz. Auf vier Decks sind Kabinen, Restaurants und Bars für die bis zu 1.885 Passagiere ausgelegt. Außerdem gibt es eine Premium-Club-Class-Lounge mit einem direkten Zugang zum Autodeck. Die 435 Kabinen sind als Standard- bzw. Deluxe-Kabinen und als Suiten ausgeführt. Die Suiten haben einen eigenen Balkon.